# Stanley Cup 2002
La finale della Stanley Cup 2002 è una serie al meglio delle sette gare che ha determinato il campione della National Hockey League per la stagione 2001-02. Questa è la 110ª edizione della Stanley Cup. Al termine dei playoff i Carolina Hurricanes, campioni della Eastern Conference, si sfidarono contro i Detroit Red Wings, vincitori della Western Conference. La serie iniziò il 4 giugno, per poi concludersi il 13 giugno, e vide la conquista da parte dei Red Wings della Stanley Cup per 4 a 1. I Red Wings vinsero la loro decima Stanley Cup, la prima dopo il successo ottenuto nel 1998.
Per la formazione della Carolina del Nord fu la prima finale nella loro storia, inclusa la parentesi come Hartford Whalers. Per Detroit invece si trattò della ventiduesima partecipazione in assoluto. I Red Wings diventarono la prima squadra nella storia della NHL a vincere la Stanley Cup dopo aver perso le prime due partite in casa, nei quarti di finale di Conference contro i Vancouver Canucks. I Red Wings conquistarono il terzo trofeo sotto la gestione di Scotty Bowman. Per Bowman si trattò del nono titolo, primato assoluto per la lega che superò quello fino ad allora detenuto dall'allenatore dei Montreal Canadiens Toe Blake.
Questo fu il primo titolo per molti dei veterani nel roster di Detroit, incluso il portiere Dominik Hašek, l'attaccante Luc Robitaille così come per i difensori Steve Duchesne e Fredrik Olausson. Per Chris Chelios invece trascorsero 16 dal primo successo con i Montreal Canadiens nel 1986. Steve Yzerman e Brendan Shanahan diventarono il secondo e terzo giocatore capaci nella stessa stagione di vincere l'oro olimpico con il Canada e la Stanley Cup. Nel 1980 toccò allo statunitense Ken Morrow.
Al termine della serie il difensore svedese Nicklas Lidström fu premiato con il Conn Smythe Trophy, trofeo assegnato al miglior giocatore dei playoff NHL. Per la prima volta nella storia della lega il trofeo fu assegnato ad un giocatore europeo.

## Contendenti

### Carolina Hurricanes
I Carolina Hurricanes raggiunsero la finale della Stanley Cup per la prima volta nella loro storia. Conclusero la stagione regolare al terzo posto nella Conference vincendo il titolo nella Southeast Division con soli 91 punti, meglio solo dei Canadiens con 87 punti. Prima di allora la franchigia nei playoff aveva superato solo una volta il primo turno. Al primo turno superarono per 4-2 i New Jersey Devils, mentre al secondo sconfissero i Montreal Canadiens sempre per 4-2. Nella finale della Eastern Conference ebbero la meglio sui Toronto Maple Leafs per 4-2.

### Detroit Red Wings
I Detroit Red Wings parteciparono ai playoff partendo dalla prima posizione assoluta grazie alla conquista del Presidents' Trophy con 116 punti ottenuti in stagione regolare. Al primo turno sconfissero 4-2 i Vancouver Canucks mentre al secondo turno affrontarono i rivali di Division dei St. Louis Blues e li superarono 4-1. Nella finale di Western Conference sconfissero per 4-3 i rivali dei Colorado Avalanche.

## Serie

### Gara 1
| Arbitri: | Bill McCreary Stephen Walkom |

|                                        |           |                            |
| Hill 23:30 O'Neill 39:10 Francis 60:58 | Marcatori | 15:21 Fëdorov 30:39 Maltby |

### Gara 2
| Arbitri: | Paul Devorski Don Koharksi |

|                   |           |                                          |
| Brind'Amour 14:47 | Marcatori | 06:33 Maltby 54:52 Lidström 55:05 Draper |

### Gara 3
| Arbitri: | Stephen Walkom Bill McCreary |

|                                   |           |                             |
| Larionov 25:33, 114:47 Hull 58:46 | Marcatori | 14:49 Vašíček 47:34 O'Neill |

### Gara 4
| Arbitri: | Paul Devorski Don Koharski |

|                                          |           |  |
| Hull 26:32 Larionov 43:43 Shanahan 54:43 | Marcatori |  |

### Gara 5
| Arbitri: | Stephen Walkom Bill McCreary |

|               |           |                                       |
| O'Neill 38:58 | Marcatori | 24:07 Holmström 34:04, 59:15 Shanahan |

## Roster dei vincitori
| Vincitori della Stanley Cup 2002 Detroit Red Wings | Portieri: Manny Legace, Dominik Hašek Difensori: Jiří Fischer, Nicklas Lidström (A), Mathieu Dandenault, Chris Chelios, Fredrik Olausson, Steve Duchesne, Jiří Šlégr Attaccanti: Igor' Larionov, Pavel Dacjuk, Brendan Shanahan (A), Brett Hull, Kirk Maltby, Steve Yzerman (C), Luc Robitaille, Boyd Devereaux, Darren McCarty, Jason Williams, Kris Draper, Sergej Fëdorov, Tomas Holmström Staff Tecnico: Scotty Bowman (Allenatore), Dave Lewis (Ass. Allenatore), Barry Smith (Ass. Allenatore) |